# Мудрос
Му́дрос (греч. Μούδρος) — крупное село в Греции, в восточной части острова Лемнос в Эгейском море. Расположен на высоте 10 метров над уровнем моря, на восточном побережье одноимённой бухты, самой большой и безопасной естественной гавани в северо-восточной части Эгейского моря. Входит в общину Лемнос в периферийной единице Лемнос в периферии Северные Эгейские острова. Население 974 человека по переписи 2011 года. Площадь 19,095 квадратного километра. К сообществу Мудрос относится необитаемый островок Кукониси. В бухте Мудрос создано крупное аквакультурное хозяйство  по выращиванию мидий и устриц, которые затем развозятся и продаются по всей Греции.

## История
На островке Кукониси найдено хорошо сохранившееся доисторическое поселение, современное Трое. Населенное с начала 3-го тысячелетия до н. э., поселение Кукониси получило наибольшее развитие в эпоху средней бронзы (2000—1650 до н. э.), когда оно превратилось в крупный городской центр с близкими связями с Троей и западной Малой Азией. Помимо растениеводства и животноводства, жители также занимались обработкой шерсти, ткачеством, резьбой по камню и работой с медью. Рост населения, строительство и экономическое процветание в среднюю бронзу обусловлено главным образом положением Кукониси на морских торговых путях, связывающих Чёрное море и Малую Азию с центральными Эгейскими островами, материковой Грецией и Критом. В позднем бронзовом веке (1600—1200 до н. э.) он был более тесно связан с минойской и микенской цивилизациями, найдена микенская керамика. Кукониси является третьим из систематически раскопанных доисторических поселений на Лемносе после Полиохни и Мирина.
Бухта и порт Мудроса были базой греческого флота в Балканских войнах и базой флота Союзников во время Дарданелльской операции в ходе Первой мировой войны. В Балканских войнах, в 1912 году, греческому флоту во главе с адмиралом Павлосом Кунтуриотисом удалось помешать турецкому флоту покинуть Дарданеллы. 5 (18) января 1913 год у выхода из бухты Мудрос состоялось сражение на Лемносе, во время которого турецкая сторона потерпела серьезное поражение. 30 октября 1918 года в порту Мудроса было подписано Мудросское перемирие между Антантой (Союзниками, представленными британским вице-адмиралом сэром Сомерсетом Калторпом) и Османской империей.

## Население
| Год  | Население, человек |
| ---- | ------------------ |
| 1991 | 1040               |
| 2001 | 1076               |
| 2011 | ↘ 974              |